# Únětice (ort i Tjeckien, Plzeň)
Únětice är en ort i Tjeckien.   Den ligger i regionen Plzeň, i den västra delen av landet, 20 kilometer söder om Plzeň och 90 km sydväst om huvudstaden Prag. Únětice ligger 496 meter över havet.

## Befolkning
Befolkningen var 1869 270 personer och hade 1900 minskat till 197 personer. Minskningen fortsatte inte fram till 1930 hade byn över 200 invånare. Sedan 1950 har befolkningen legat under 200 invånare omkring 170 till 1970 och sedan en fortsatt minskning till 120 personer 2001. 2021 hade den ökar till 149 personer. Den 1 januari 2012 fanns det 135 invånare, varav 67 män och 68 kvinnor, medan medelåldern i byn var 43,8 år  för män 38,8 år, och för kvinnor 48,8 år.

## Geografi
Byn ligger 493 meter över havet på en ås mellan dalarna Únětický potok och Lesní potok. Nordväst om bebyggelsen ligger Hadovka-dammen. Fem kilometer öster om byn går Europaväg 49 (riksväg 20) från Pilsen till Nepomuk. Närliggande byar är Střížovice och Chlum i norr, Seč i öster, Chocenický Újezd i söder, Libákovice i sydväst och Řenče i väster. Byn Únětice första dokumenterade omnämnandet var 1358. Bosättningen har inga inrättade distrikt utan omfattar bosättningen U Skály och skogsdistriktet Hadovka.

## Historia
Byn Únětice ligger på vägen mellan byarna Seč och Řenče, cirka 20 km söder om staden Pilsen och 6 km väster om staden Blovice. Det första skriftliga omnämnandet av Únětice (tidigare också skrivet som Ounětice eller Aunietitz) går tillbaka till 1358. År 1379 ägde Vladyka Volfart egendom här, och han ägde också ägde en del av dåvarande byn Únětice. Senare byggdes en herrgård på platsen för byn.
I byn finns bland annat skogvaktarens hus, som är byggt i den närliggande Hluboká-skogen. År 1838 fanns en senare herrgård byggd i  barockstil och en skogvaktarstuga och fyra hus i Hluboká. Efter branden i byn 1893 blev åkrarna skogbevuxna och endast skogvaktarbostaden fanns kvar. Nära skogsdammarna som ligger nära skogvaktarbostaden finns arkeologiska lämningar efter en medeltida bosättning och på holmen finns spår av en fästning ute i vattnet från väpnare Volfarts tid.
1911 grundades den frivilliga brandkåren i byn och har sedan varit verksam i byn. Föreningen organiserar kulturella och sociala evenemang i samarbete med kommunkontoret, exempelvis fisketävlingar, karnevalståg, midsommarfriande med resning av stång, firande på nyårsafton och andra fester. Brandstationen för den lokala brandkåren byggdes 1912 på platsen för ett tidigare hus. Brandstationen, som byggdes 1912, ligger på byns torg nära den kommunala dammen. 2013 reparerades fritidslokalen, som ligger i den övre delen av brandstationen. I lokalerna inrättades ett rum med gym och träningsmaskiner. Brandstationen ligger på byns torg nära den kommunala dammen. Dammen har en yta på 600 m2. Sedan 2007 har fisketävlingar hållits vid dammen, mestadels i september. Våren 2019 genomfördes en ombyggnad av dammen med nytt utlopp och det gamla dammräcket byttes ut, dammbottnen rengjordes och dess bankar förstärktes. År 1924 infördes kraftledningar  och byn elektrifierades. Ett monumentet över de stupade hjältarna i första världskriget byggdes 1933. Monumentet restes till minne av Josef Červený, František Hraběta, Václav Hajšman, Václav Uzl Sr., Václav Uzl, Jan Rot och Karel Hurt som stred och dog under första världskriget. År 2014 rekonstruerades fundamentet till detta monument.
På den lokala marken i Liští, som ligger till vänster om vägen till Seč, finns det två klippor med namnet Djävulens börda. Naturen  skapade ett klippmassivet. Det är en distinkt, över en kilometer lång smal klipprygg på sluttningarna av Kožich Hill på en höjd av 534 meter över havet. Åsen består av spruckna stenar och rasbranter samt överhäng och en ensam så kallad gungsten. En del av åsen har använts som stenbrott, särskilt i den sydvästra änden. Det lokala landskapet spår av verksamheten. med bevarade betongpiedestaler och efterlämnade utrustning, såsom stålkablar, balkar etc. Från dessa klippor bröts sten  för byggnadsändamål och makadam hamrades för vägar. Stenbrytningen var en inkomstkälla för byn.

## Sevärdheter
Den öde fästningen Hluboká ligger i skogen sydväst om Únětice vid de två källflödena till Lesní potok. Den nedlagda fästningen från mitten av 1300-talet, byggdes troligen av Volfart, ägaren till en del av den sedan utdöda byn. Fästningern övergavs tillsammans med byn i mitten av 1400-talet. Två dammar sydväst om Únětice är platsen för fästningen. I den mindre dammen stod den medeltida fästning en gång. Fästningen omnämns 1379, då även Volfart nämns som en av ägarna. Han är samtidigt en av ägarna till byn Únětice. Byn Únětice och fästningen försvann troligen på 1500-talet. 1609 nämns platsen som en "övergiven by Hluboká". Endast en hög som bildar ö har bevarats från fästningen. Enligt legenden sägs en förtrollad by ha stått på en ö i en av dammarna. Söder om den, också i skogen, finns den steniga åsen Čertovo břemeno.

### Byn har tre kapell
1. Ett kapell helgat åt S:t Johannes av Nepomuk byggdes 1885 nära nr 21 i byn. År 1918 avlägsnades en klocka som vägde 27 kg från kapell för att metallen behövdes för krigsändamål. 1912 byggdes ett nytt kapell på nr 7 i byn. Till det kapellet köptes 1923 en ny klocka, som vägde 3o kg.
2. Vid vägen som leder till Libakovice finns en klippa 30 meter från vägen. Kapellet, helgat åt Jungfru Maria, byggdes under andra hälften av 1800-talet av Pašek. Kapellet står vid foten av denna ensliga 5 meter höga klippa i den sydvästra änden av åsen. Pašek var en värdshusvärd från Libákovice. Han lät bygga kapellet där Jungfru Maria påstås ha uppenbarat sig för honom. Kapellet är en liten tegelbyggnad. Ovanför kapellet finns ett målat kors på klippan. Kapellet reparerades och återinvigdes 2003 av föreningen för bevarande av historiska monument i Přeštice-området.
3. Kapellet helgat åt St. Barbara ligger söder om byn 2 km från en plats som kallas Liští på vägen från Chocenický Újezd till Seč. Kapellet är ett historiskt monument och byggdes i slutet av 1600-talet. Enligt legenden uppstod en helande källa vid platsen som inte fryser ens i svår frost. Vattnet i källan sägs vara en helande för ögonproblem.